# Sadovi (Timashovsk, Krasnodar)
Sadovi (del ruso: Садовый) es un jútor del raión de Timashovsk del krai de Krasnodar, en Rusia. Está situado a orillas del río Kirpili, 10 km al sur de Timashovsk y 53 km al norte de Krasnodar, la capital del krai. Tenía 519 habitantes en 2010.
Pertenece al municipio Derbentskoye.

## Historia
En la parte meridional del actual jútor fundó el starshiná Nikolái Semikobylin, residente en Medvédovskaya, en 1870, un caserío para la explotación de sus tierras. A dos verstás se hallaba la finca del coronel Zota Belogo, cuya viuda vendió las tierras a emigrantes de Podmoskovie, que en 1898 fundaron el jútor Márina Roshcha. El sótnik Fedot Beli y el yesaúl Kravchenko vendieron sus lotes al burgués de Novorosíisk Fesenko, que a su vez erigiría un jútor. En 1929 se organizó el koljós Pchelka, que en 1937 es renombrado Voroshílov. Estas tres localidades fueron reunidos en 1937 en un solo jútor llamado Voroshílov, que en 1958 cambiaría su nombre al actual.